# Petros (Čornohora)
Petros (ukrajinsky Петрос, 2020 m n. m.) je hora v pohoří Čornohora v Zakarpatské oblasti v jihozápadní části Ukrajiny. Nachází se v severozápadní části masívu mezi vrcholy Šešul (1727 m) na jihozápadě a Hoverla (2061 m) na východě. Severozápadním směrem vybíhá z hory rozsocha směřující přes vrchol Petrosul (1848 m) k vrcholu Kakaraza (1558 m), za nímž klesá do údolí řeky Čorna Tysa. Jižní svahy hory spadají do údolí potoka Harmaneskul, západní do údolí potoka Keveliv a severovýchodní do údolí potoka Lazeščyna.

## Přístup
- po červené  značce z obce Kvasy